# Porumbel de Madeira
Porumbelul de Madeira (Columba trocaz) este o specie de pasăre din familia Columbidae.

## Taxonomie
Genul Columba este cel mai mare din familia porumbeilor și are cea mai largă distribuție. Membrii săi sunt de obicei de culoare gri pal sau maro, adesea cu marcaje albe pe cap sau gât sau pete irizate verzi sau violete pe gât și piept. Penele de pe gât pot fi întărite și aliniate pentru a forma caneluri. Unul dintre numeroasele subgrupuri din cadrul genului Columba este format din porumbelul gulerat, porumbelul de dafin, porumbelul de Madeira și porumbelul african. Se consideră că cele două specii de porumbei endemici din Macaronesia, porumbelul lui Bolle și porumbelul de Madeira, provin din populații izolate de C. palumbus de pe insule.
Arhipelagurile atlantice ale Insulelor Canare, Azore și Madeira au origine vulcanică și nu au făcut niciodată parte dintr-un continent. Formarea insulei Madeira a început în Miocen și insula era practic completă în urmă cu 700.000 de ani. În diferite momente din trecut, insulele principale ale acestor arhipelaguri au fost colonizate de porumbei sălbatici ancestrali, care au evoluat pe insulele respective în izolare față de populațiile continentale. Secvențele ADN mitocondrial și nuclear sugerează că strămoșul porumbelului lui Bolle ar fi putut ajunge în Insulele Canare în urmă cu aproximativ 5 milioane de ani, dar o linie genealogică mai veche, care a dat naștere unei alte specii endemice din Insulele Canare, porumbelul cu coadă cenușie, C. junoniae, ar putea data de acum 20 de milioane de ani. Cea mai recentă sosire a porumbelului de pădure în Madeira a fost cea care a dat naștere subspecii C. palumbus maderensis.
Porumbelul de Madeira a fost descris oficial în 1829 de Karl Heineken, un medic și ornitolog german care locuia la Madeira în acea perioadă. El a recunoscut că acesta era diferit de specia locală, acum dispărută, a porumbelului comun, pe care l-a numit „Palumbus”, și a observat că cele două specii de porumbei nu se încrucișau niciodată și nu se asociau în mod obișnuit. Aceasta este o specie monotipică, deși în trecut porumbelul lui Bolle era uneori considerat o subspecie a porumbelului de Madeira.

## Galerie

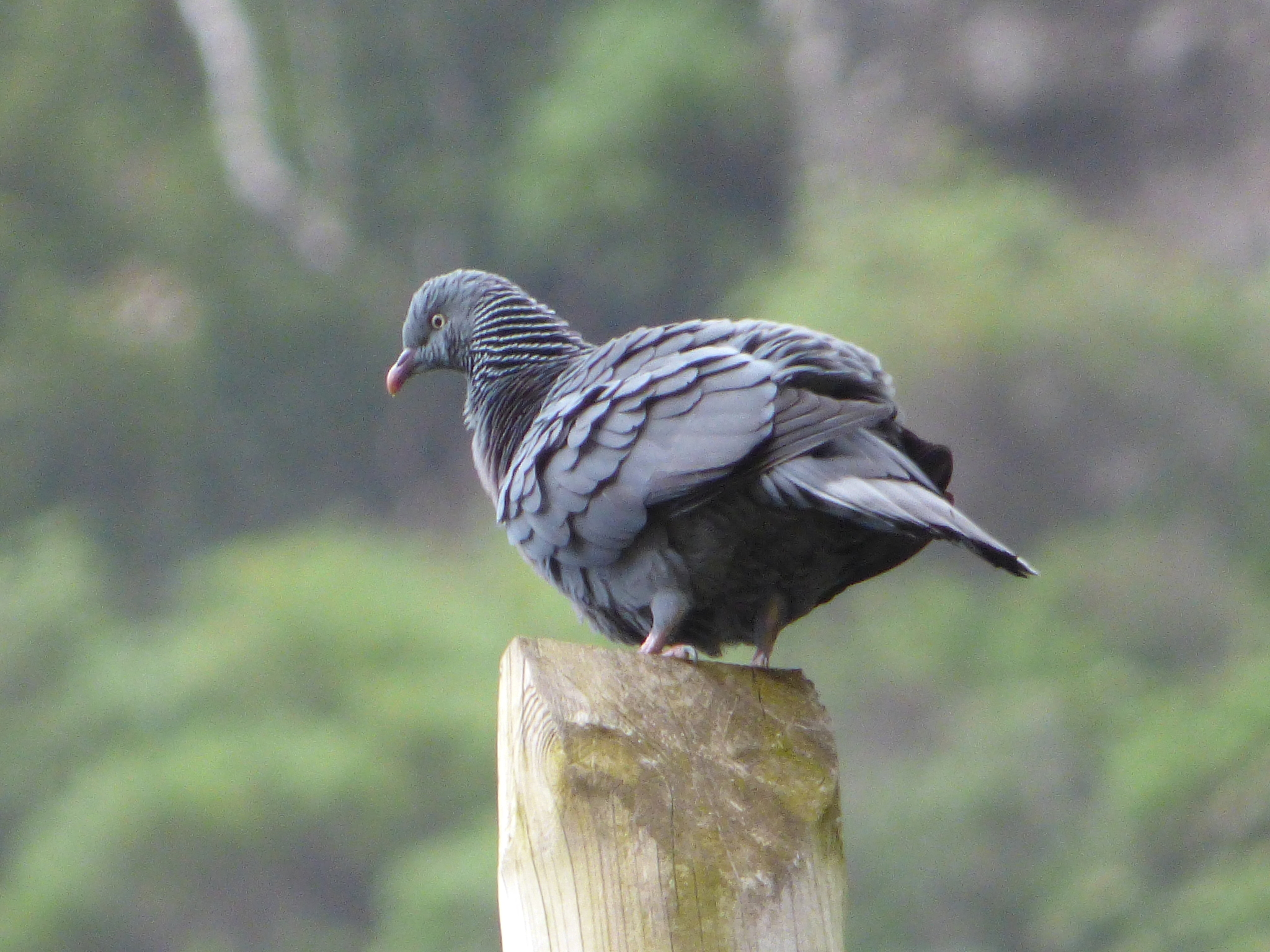
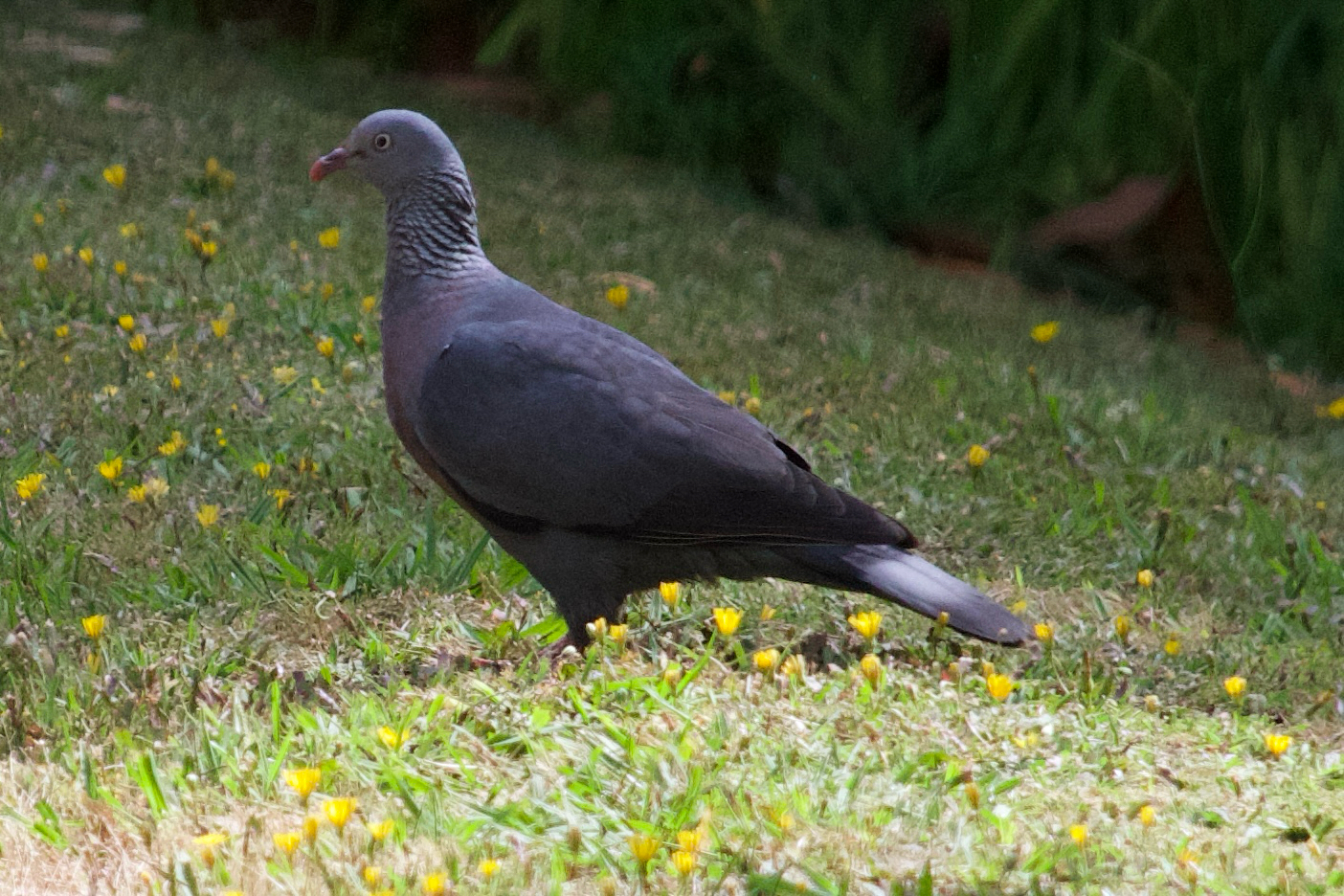
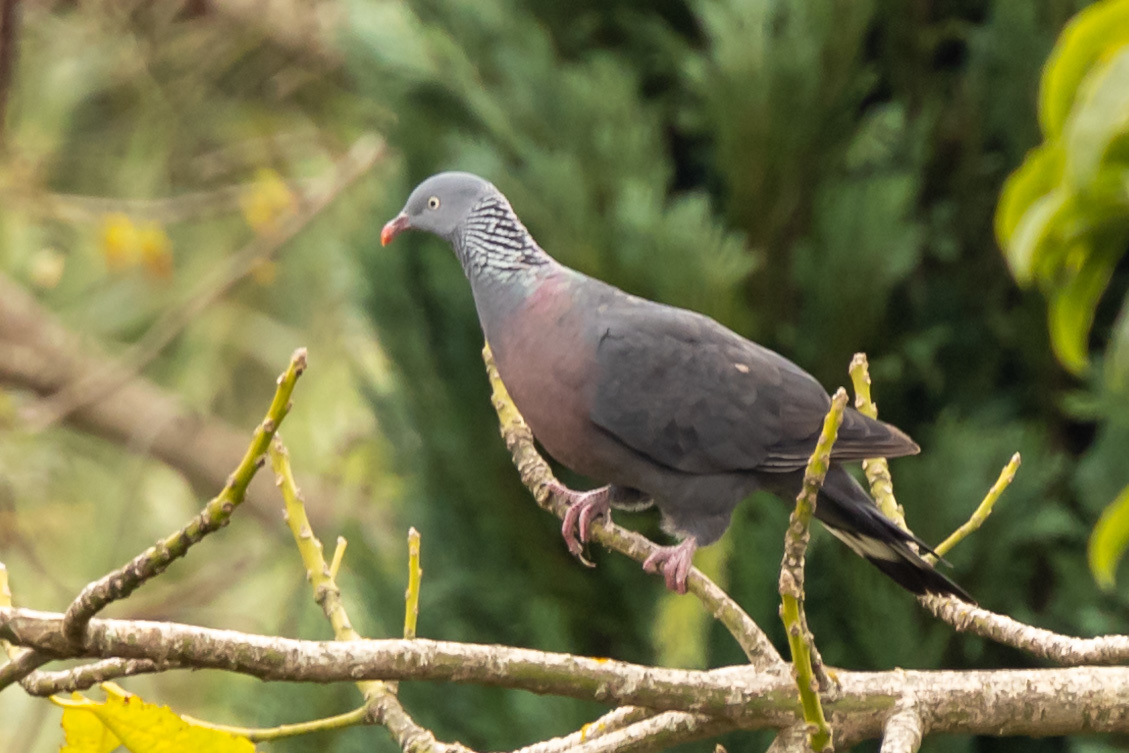
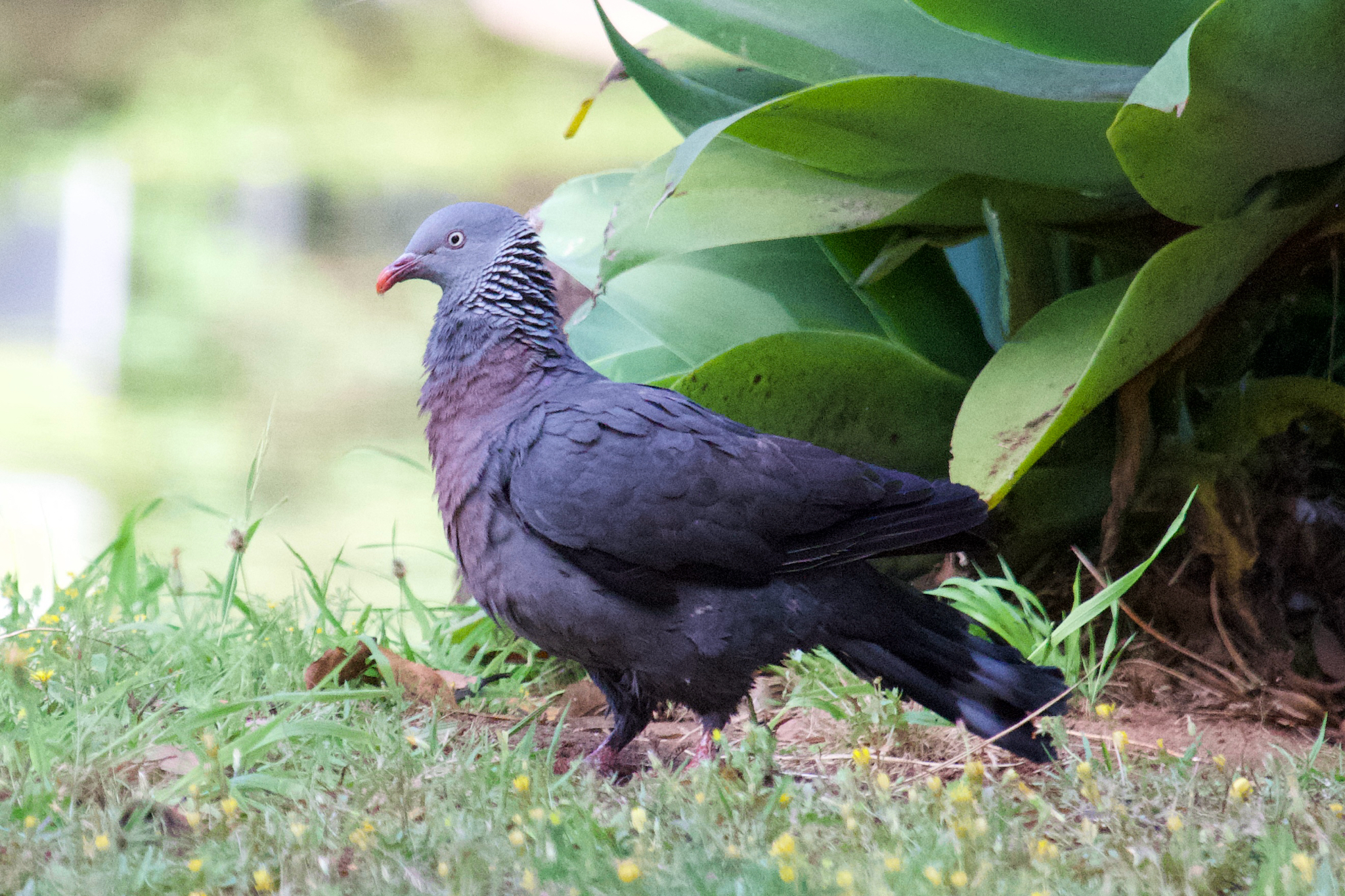